# 埃屈布朗
埃屈布朗（法語：Écublens，法語發音：[ekyblɑ̃]）是瑞士沃州的一个市镇。在行政上属于西洛桑区管辖。埃屈布朗的总面积为5.71平方公里。截至2010年底，总人口为11,102。

## 地理
埃屈布朗以沃诺日河为西部边界。